# قرار مجلس الأمن التابع للأمم المتحدة رقم 1272
اعتمد قرار مجلس الأمن التابع للأمم المتحدة رقم 1272 بالإجماع في 25 أكتوبر 1999، بعد أن أشار إلى القرارات السابقة بشأن تيمور الشرقية (تيمور-ليشتي)، ولا سيما القرارات 384 (1975) و389 (1976) و1236 (1999) و1246 (1999) و1262 (1999) و1264 (1999). أنشأ المجلس إدارة الأمم المتحدة الانتقالية في تيمور الشرقية التي كانت مسؤولة عن إدارة الإقليم إلى حين حصوله على الاستقلال في عام 2002.

## القرار

### الملاحظات
أحاط مجلس الأمن علما بقرار شعب تيمور الشرقية في الاستفتاء الخاص بالحكم الذاتي الخاص على الشروع في عملية انتقالية تحت إدارة الأمم المتحدة من أجل الاستقلال. وقد نشرت الآن القوة الدولية لتيمور الشرقية، وكان من الضروري استمرار التعاون بين الحكومة الإندونيسية والقوة الدولية في تيمور الشرقية. وفي غضون ذلك، أعرب المجلس عن قلقه إزاء تدهور الحالة الإنسانية نتيجة لأعمال العنف في تيمور الشرقية التي أدت إلى تشريد واسع النطاق للمدنيين وانتهاكات واسعة النطاق للقانون الإنساني الدولي والقانون الدولي لحقوق الإنسان.

### الأعمال
بموجب الفصل السابع من ميثاق الأمم المتحدة، أذن المجلس بإنشاء إدارة الأمم المتحدة الانتقالية في تيمور الشرقية التي ستكون مسؤولة مسؤولية كاملة عن إدارة تيمور الشرقية ومراقبة السلطة التنفيذية والتشريعية وإقامة العدل. وستقوم إدارة الأمم المتحدة الانتقالية في تيمور الشرقية أيضا بالمحافظة على القانون والنظام، والمساعدة في تطوير الخدمات المدنية، وتيسير تقديم المساعدة الإنسانية، ودعم بناء القدرات، وإنشاء إدارة وشروط فعالة للتنمية المستدامة، وتتألف العناصر الرئيسية لإدارة الأمم المتحدة الانتقالية في تيمور الشرقية من:
(أ) عنصر الحوكمة والإدارة العامة، بما في ذلك 1,640 من أفراد الشرطة؛
(ب) عنصر إنساني؛
(ج) عنصر عسكري به 8,950 جنديا و200 مراقبا عسكريا.
وبالإضافة إلى ذلك، أُذن للإدارة الانتقالية باتخاذ جميع التدابير اللازمة لتنفيذ ولايتها. وكان من المقرر أن يعين الأمين العام للأمم المتحدة كوفي عنان ممثلا خاصا ليتولى رئاسة العملية وسيكون له سلطة إصدار قوانين جديدة وتعليق أو إلغاء القوانين القائمة.
وشدد المجلس على ضرورة التعاون بين إدارة الأمم المتحدة الانتقالية في تيمور الشرقية والقوة الدولية في تيمور الشرقية والسكان المحليين بهدف إنشاء مؤسسة مستقلة لحقوق الإنسان من بين جهات أخرى. وسيحل العنصر العسكري في إدارة الأمم المتحدة الانتقالية في تيمور الشرقية محل القوة الدولية. وثمة حاجة إلى تقديم المساعدة الإنسانية وإعادة البناء، بما في ذلك مسألة اللاجئين والمشردين الذين يعاد توطينهم إما في تيمور الغربية أو تيمور الشرقية، وإدانة أعمال العنف. وكان الأمين العام سينشئ صندوقا استئمانيا لتمويل المساعدة الدولية، وطلب إليه تقديم معلومات مستكملة بانتظام عن جميع جوانب الحالة في تيمور الشرقية.

## وصلات خارجية
- نص القرار في undocs.org
- UNTAET website